# Bundesrepublik Deutschland – Finanzagentur GmbH
Die Bundesrepublik Deutschland – Finanzagentur GmbH (kurz: Deutsche Finanzagentur) ist ein Finanzdienstleistungsunternehmen im Eigentum der Bundesrepublik Deutschland. Rechtsgrundlagen sind § 1 der Verordnung zur Übertragung von Aufgaben nach dem Bundesschuldenwesengesetz (BSchuWV) und § 1 des Gesetzes zur Regelung des Schuldenwesens des Bundes (BSchuWG).

## Geschichte
Das Unternehmen wurde am 19. September 2000 durch Änderung des Gesellschaftsvertrags vom 29. August 1990 aus dem Firmenmantel der Berliner CVU Systemhaus Abwicklungsgesellschaft mbH (ehemals CVU Systemhaus GmbH mit Sitz in Berlin, die im Jahr 1991 aus der „CVU Applikationssysteme GmbH i. G.“ hervorgegangen war und die im Dezember 1992 nach einigen Geschäftsführerwechseln schließlich in CVU Systemhaus Abwicklungsgesellschaft mbH umbenannt wurde) vom Bund gegründet und hat seinen Sitz in Frankfurt am Main.
Seit 2001 führt die Finanzagentur als zentraler Dienstleister die Kreditaufnahme des deutschen Staates und dessen Schuldenmanagement durch. Zuvor wurden diese Aufgaben dezentral von dem Bundesministerium der Finanzen, der Deutschen Bundesbank und der Bundeswertpapierverwaltung wahrgenommen.
Am 1. August 2006 wurde die Finanzagentur mit der damaligen Bundeswertpapierverwaltung (zuvor Bundesschuldenverwaltung) zusammengelegt.
Seither bot die Finanzagentur im Rahmen des Privatkundengeschäfts auch für Privatanleger die kostenlose Schuldbuchverwaltung für Bundeswertpapiere in Form eines Schuldbuchkontos und den gebührenfreien Erwerb von Bundesschatzbriefen, Finanzierungsschätzen sowie seit 1. Juli 2008 der Tagesanleihe an. Die bereits seit Mitte der neunziger Jahre rückläufige Nachfrage nach Bundeswertpapieren seitens der Privatanleger führte jedoch zu einem spürbaren Bedeutungsverlust des Privatkundengeschäfts für die Finanzierung des Bundes und seiner Sondervermögen. 2012 wurde daraufhin entschieden, das Privatkundengeschäft einzustellen.
Neben den klassischen Bundeswertpapieren, wie Bundesanleihen, Bundesobligationen, Bundesschatzanweisungen und Unverzinslichen Schatzanweisungen organisierte die Finanzagentur auch Emissionen neuer Finanzierungsinstrumente. So wurde im Mai 2005 die erste US-Dollar-Anleihe des Bundes begeben. Im März 2006 folgte die erste inflationsindexierte Anleihe des Bundes.
Im Juni 2013 übernahm die Finanzagentur die Emission der Bund-Länder-Anleihe, einer gemeinsamen Anleihe des Bundes mit zehn Ländern. Die erste grüne Bundesanleihe wurde im September 2020 begeben.
In den Jahren 2010 bis 2013 erbrachte die Finanzagentur Dienstleistungen für die Europäische Finanzstabilisierungsfazilität (EFSF).
Seit Jahresbeginn 2018 ist die Finanzagentur mit der Trägerschaft der Bundesanstalt für Finanzmarktstabilisierung (FMSA) beliehen. Zugleich übernahm die Finanzagentur von der FMSA die Verwaltung/Abwicklung des Finanzmarktstabilisierungsfonds (FMS bzw. auch Sonderfonds Finanzmarktstabilisierung, SoFFin) inklusive der dazugehörigen Beteiligungen.  Im März 2020 wurde der Wirtschaftsstabilisierungsfonds (WSF) geschaffen, um den wirtschaftlichen und sozialen Auswirkungen der Corona-Pandemie entgegenzuwirken. Aus dem von der Finanzagentur verwalteten Sondervermögen wurden zwischen November 2022 und Ende 2023 zusätzlich Maßnahmen zur Abfederung der Folgen der Energiekrise finanziert.
Unter anderem mit Verweis auf die Finanzagentur wird von Verschwörungstheoretikern behauptet, die Bundesrepublik Deutschland sei eine privatrechtliche Organisation.

## Aufgaben, Ziele und Gesellschafter
Die bundeseigene Gesellschaft erfüllt Aufgaben bei der Haushalts- und Kassenfinanzierung des Bundes und seiner Sondervermögen. Sie stellt damit sicher, dass ausreichend finanzielle Mittel vorhanden sind, um die im Bundeshaushaltsplan festgeschriebenen Ausgaben, die die Steuereinnahmen übersteigen, bestreiten und fällig werdende Kredite pünktlich tilgen zu können. Die gesetzliche Grundlage für den Kreditrahmen bildet das jeweils für das Haushaltsjahr geltende Haushaltsgesetz.
Zum Aufgabenspektrum zählen im Einzelnen Dienstleistungen bei der Emission von Bundeswertpapieren, die Kreditaufnahme mittels Bundeswertpapieren, der Einsatz derivativer Finanzinstrumente zur (Schulden-)Portfoliooptimierung sowie Geldmarktgeschäfte zum täglichen Ausgleich des Kontos der Bundesrepublik Deutschland bei der Bundesbank. Ergänzend erstellt sie Marktanalysen und erarbeitet Kreditaufnahmestrategien, überwacht die Risiko- sowie die Liquiditätssituation. Seit 2018 verwaltet die Finanzagentur zudem den Finanzmarktstabilisierungsfonds und seit 2020 auch den Wirtschaftsstabilisierungsfonds (WSF). Bei ihren Finanzierungstätigkeiten wird sie ausschließlich im Namen und auf Rechnung des Bundes tätig.
Die Zahlungsfähigkeit des Bundes permanent sicherzustellen, ist die wichtigste Aufgabe der Finanzagentur. Dabei ist es ihr Unternehmensziel, einerseits die Zinskostenbelastung für den Bund als Schuldner (und damit den Steuerzahler) so gering wie möglich zu halten – andererseits sind die Risiken, bspw. die Auswirkungen von Zinsänderungen am Rentenmarkt auf das Schuldenportfolio, zu begrenzen. Aufgrund der hohen Bedeutung des Schuldenmanagements  und weil sie mit der Kreditaufnahme auf Basis des Bundesschuldenwesengesetzes hoheitsrechtliche Aufgaben erfüllt, unterrichtet die Finanzagentur regelmäßig ihre Kontrollinstanzen, das Bundesministerium der Finanzen sowie das Bundesfinanzierungsgremium, über ihre Aktivitäten.
Alleiniger Gesellschafter der Finanzagentur ist der Bund, vertreten durch das Bundesministerium der Finanzen.